# Servian
Servian är en kommun i departementet Hérault i regionen Occitanien i södra Frankrike. Kommunen ligger i kantonen Servian som tillhör arrondissementet Béziers. År 2022 hade Servian 5 427 invånare.
Servian är vänort till den tyska staden Bad Wimpfen. Kommunens främsta sevärdhet är Jardin de Saint-Adrien, ett tidigare stenbrott som förvandlats till en trädgård som lockar ett stort antal besökare varje år.
Kyrkan i Servian, Église paroissiale Saint-Julien-et-Sainte-Basilisse-d'Antioche de Servian, har ursprung från 1100-talet och är tillbyggd i omgångar. 
Den svenske författaren Bunny Ragnerstam bodde tidigare i Servian och har ett eget förlag som heter Servian förlag. 

## Befolkningsutveckling
Antalet invånare i kommunen Servian
Referens:INSEE